# Sprout (máy vi tính)
Sprout (được cách điệu như là sprout) là dòng máy tính các nhân của HP Inc. được công bố vào ngày 29/10/2014 và phát hành chính thức vào ngày 09/11/2014. Hệ thống này được phát triển bởi Brad Short. Eric Monsef, một cựu nhân viên của Apple Inc. là lãnh đạo của nhóm Sprout. Máy tính được thiết kế bởi Native Design.
Sprout có màn hình tương tác kép - một màn hình có cảm ứng đặt thẳng đứng hơi nghiêng trên một màn hình ‘TouchMat’, và các cảm biến ảnh được úp ngược. "Sprout Illuminator" có chức năng như một máy chiếu, camera, cảm biến chiều sâu, máy quét và chiếu ảnh bàn phím ảo trên TouchMat. Các phụ kiện kèm theo Sprout bao gồm bút cảm ứng Adonit cũng như bàn phím và chuột Bluetooth. Điều này cho phép người dùng tương tác với nội dung vật lý và kỹ thuật số trong khi làm việc. Nội dung có thể được chụp và thao tác bằng kỹ thuật số trong 2D hoặc 3D trực tiếp trên giao diện TouchMat.  HP tuyên bố rằng điều này đơn giản hóa rất nhiều và sắp xếp hợp lý quá trình sáng tạo.